# Shannon Gomez
Shannon Gomez (San Fernando, Trinidad y Tobago, 5 de octubre de 1996) es un futbolista trinitense. Juega de defensa y su equipo es el San Antonio FC de la USL Championship estadounidense. Es internacional absoluto por la selección de Trinidad y Tobago desde 2015.

## Trayectoria
Se formó en las inferiores del San Juan Jabloteh y debutó como profesional en 2014 por el W Connection de su país.
Tras dos años, en 2016 continuó su carrera en Estados Unidos, fichando por el New York City FC.

## Selección nacional
Debutó el 27 de marzo de 2015 ante Panamá por un amistoso.

## Clubes
| Club                            | País              | Año           |
| ------------------------------- | ----------------- | ------------- |
| W Connection                    | Trinidad y Tobago | 2014-2016     |
| New York City FC (cedido)       | Estados Unidos    | 2016          |
| New York City FC                | Estados Unidos    | 2017          |
| Pittsburgh Riverhounds (cedido) | Estados Unidos    | 2017          |
| Sacramento Republic FC          | Estados Unidos    | 2018-2021     |
| San Antonio FC                  | Estados Unidos    | 2022-presente |

## Palmarés

### Títulos nacionales
| Título           | Club           | País           | Año  |
| ---------------- | -------------- | -------------- | ---- |
| USL Championship | San Antonio FC | Estados Unidos | 2022 |